# Agnières-en-Dévoluy
Agnières-en-Dévoluy ist eine ehemalige französische Gemeinde mit 276 Einwohnern (Stand: 1. Januar 2019) im Département Hautes-Alpes in der Region Provence-Alpes-Côte d’Azur. Sie gehörte zum Arrondissement Gap. Die Bewohner werden Agnièrons und Agnièronnes genannt.
Der Erlass des Präfekten vom 2. Oktober 2012 legte mit Wirkung zum 1. Januar 2013 die Eingliederung von Agnières-en-Dévoluy zusammen mit den früheren Gemeinden Saint-Étienne-en-Dévoluy, Saint-Disdier und La Cluse zur Commune nouvelle Dévoluy fest. Der ursprünglich eingeräumte Status als Commune déléguée wurde vom Gemeinderat nachträglich widerrufen.

## Geografie

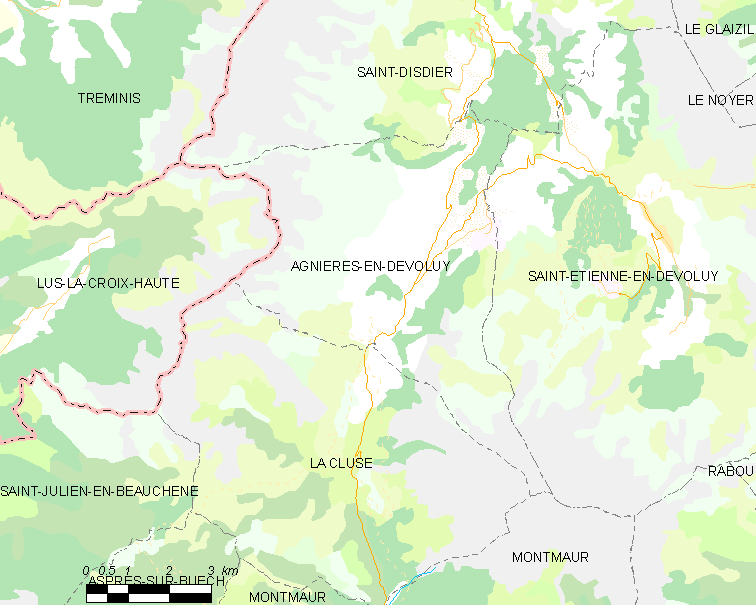
Karte von Agnières-en-Dévoluy

Agnières-en-Dévoluy liegt etwa 56 Kilometer südsüdöstlich von Grenoble und etwa 22 Kilometer nordwestlich von Gap in der Région naturelle des Dévoluy im Südosten der historischen Landschaft der Dauphiné. Der Ort befindet sich im Nordwesten des Départements an der Grenze zum benachbarten Département Drôme.
Der Ort befindet sich in der Gebirgslandschaft des Dévoluy-Massivs im Westen am Fuß von Bergketten, im Südosten am Fuß der Montagne d’Aurouze mit der höchsten Erhebung mit 2597 m. Entwässert wird das Gebiet durch das Flüsschen Ribière. Das Zentrum liegt auf etwa 1260 m. Der tiefste Punkt von Agnières-en-Dévoluy wird mit 1114 m im Norden am Austritt der Ribière aus dem Ortsgebiet gemessen.
Umgeben wird Agnières-en-Dévoluy von den Nachbargemeinden und Ortsteilen von Dévoluy:
|                            | Saint-Disdier (Ortsteil)                    |                                     |
| Lus-la-Croix-Haute (Drôme) | Kompassrose, die auf Nachbargemeinden zeigt | Saint-Étienne-en-Dévoluy (Ortsteil) |
|                            | Montmaur La Cluse (Ortsteil)                |                                     |

## Bevölkerungsentwicklung

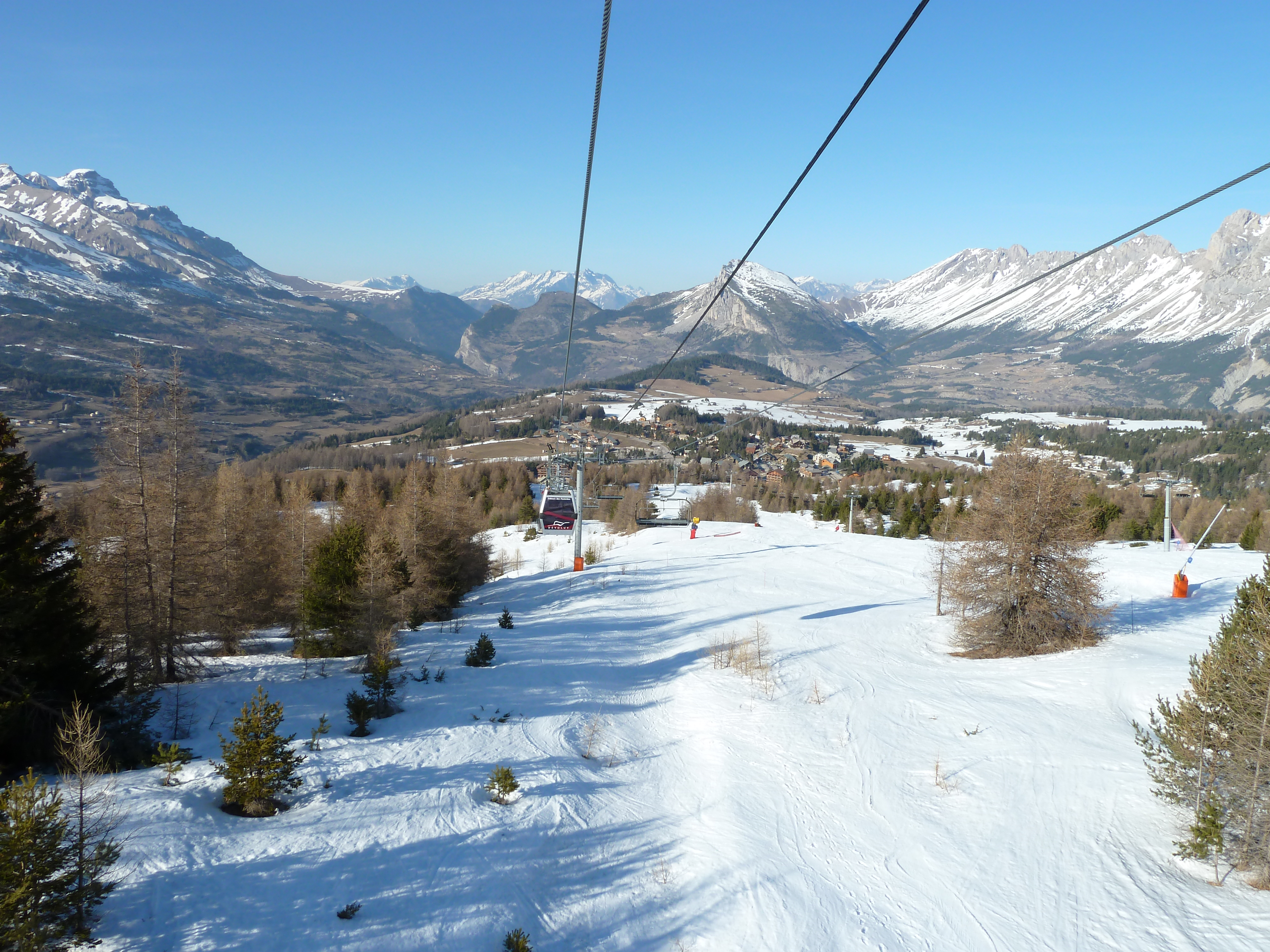
Skistation La Joue du Loup

| Agnières-en-Dévoluy: Einwohnerzahlen von 1793 bis 2019                                                                     | Agnières-en-Dévoluy: Einwohnerzahlen von 1793 bis 2019 | Agnières-en-Dévoluy: Einwohnerzahlen von 1793 bis 2019 | Agnières-en-Dévoluy: Einwohnerzahlen von 1793 bis 2019 | Agnières-en-Dévoluy: Einwohnerzahlen von 1793 bis 2019 |
| --- | ------------------------------------------------------ | ------------------------------------------------------ | ------------------------------------------------------ | ------------------------------------------------------ |
| Jahr |                                                        |                                                        |                                                        | Einwohner                                              |
| 1793 | 1793                                                   |                                                        | 207                                                    | 207                                                    |
| 1800 | 1800                                                   |                                                        | 448                                                    | 448                                                    |
| 1806 | 1806                                                   |                                                        | 354                                                    | 354                                                    |
| 1821 | 1821                                                   |                                                        | 337                                                    | 337                                                    |
| 1831 | 1831                                                   |                                                        | 284                                                    | 284                                                    |
| 1836 | 1836                                                   |                                                        | 389                                                    | 389                                                    |
| 1841 | 1841                                                   |                                                        | 381                                                    | 381                                                    |
| 1846 | 1846                                                   |                                                        | 376                                                    | 376                                                    |
| 1851 | 1851                                                   |                                                        | 365                                                    | 365                                                    |
| 1856 | 1856                                                   |                                                        | 367                                                    | 367                                                    |
| 1861 | 1861                                                   |                                                        | 370                                                    | 370                                                    |
| 1866 | 1866                                                   |                                                        | 368                                                    | 368                                                    |
| 1872 | 1872                                                   |                                                        | 357                                                    | 357                                                    |
| 1876 | 1876                                                   |                                                        | 332                                                    | 332                                                    |
| 1881 | 1881                                                   |                                                        | 344                                                    | 344                                                    |
| 1886 | 1886                                                   |                                                        | 349                                                    | 349                                                    |
| 1891 | 1891                                                   |                                                        | 343                                                    | 343                                                    |
| 1896 | 1896                                                   |                                                        | 316                                                    | 316                                                    |
| 1901 | 1901                                                   |                                                        | 300                                                    | 300                                                    |
| 1906 | 1906                                                   |                                                        | 273                                                    | 273                                                    |
| 1911 | 1911                                                   |                                                        | 294                                                    | 294                                                    |
| 1921 | 1921                                                   |                                                        | 287                                                    | 287                                                    |
| 1926 | 1926                                                   |                                                        | 269                                                    | 269                                                    |
| 1931 | 1931                                                   |                                                        | 251                                                    | 251                                                    |
| 1936 | 1936                                                   |                                                        | 247                                                    | 247                                                    |
| 1946 | 1946                                                   |                                                        | 204                                                    | 204                                                    |
| 1954 | 1954                                                   |                                                        | 251                                                    | 251                                                    |
| 1962 | 1962                                                   |                                                        | 245                                                    | 245                                                    |
| 1968 | 1968                                                   |                                                        | 232                                                    | 232                                                    |
| 1975 | 1975                                                   |                                                        | 254                                                    | 254                                                    |
| 1982 | 1982                                                   |                                                        | 212                                                    | 212                                                    |
| 1990 | 1990                                                   |                                                        | 256                                                    | 256                                                    |
| 1999 | 1999                                                   |                                                        | 273                                                    | 273                                                    |
| 2006 | 2006                                                   |                                                        | 377                                                    | 377                                                    |
| 2013 | 2013                                                   |                                                        | 455                                                    | 455                                                    |
| 2019 | 2019                                                   |                                                        | 440                                                    | 440                                                    |
| Quelle(n): EHESS/Cassini bis 1999, INSEE ab 2006 Anmerkung(en): Ab 1962 offizielle Zahlen ohne Einwohner mit Zweitwohnsitz |                                                        |                                                        |                                                        |                                                        |

## Tourismus
Im Ortsgebiet befindet sich die Skistation La Joue du Loup.

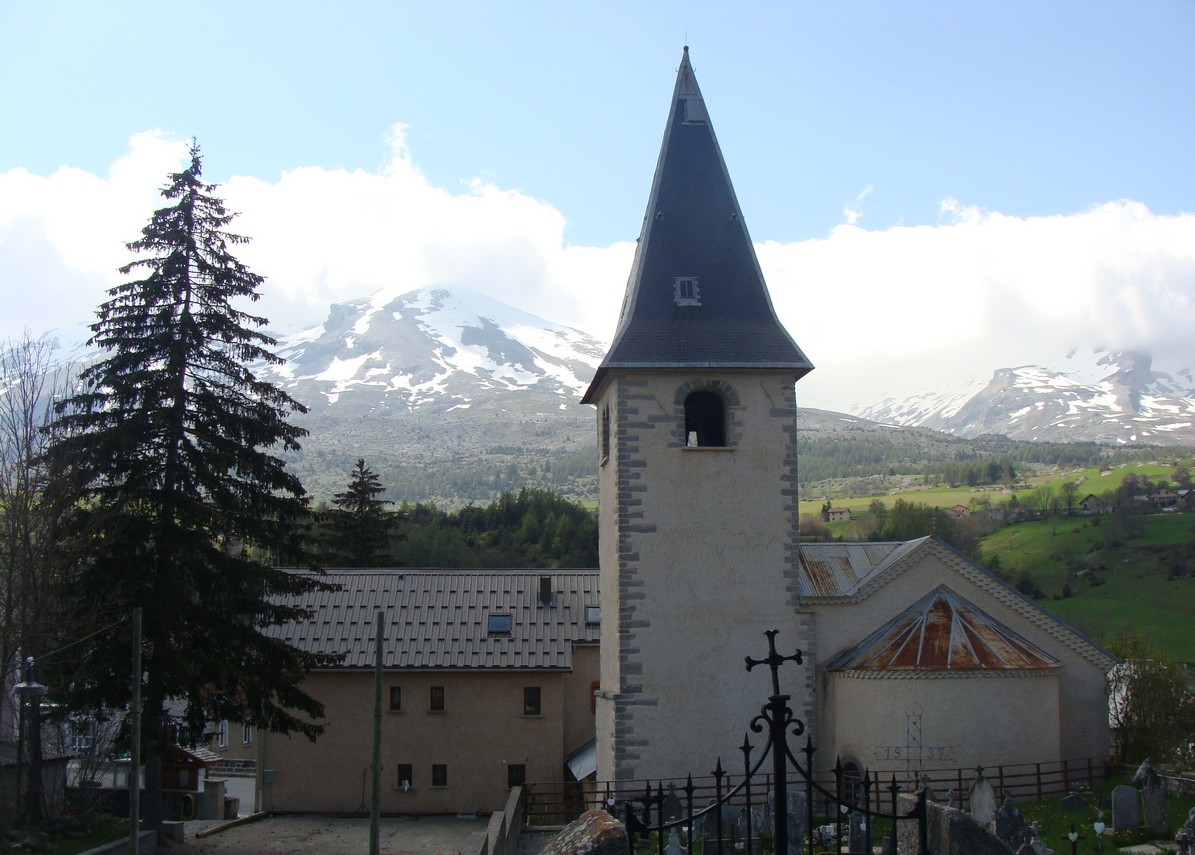
Kirche Notre-Dame-de-l’Assomption

## Sehenswürdigkeiten
- Kirche Notre-Dame-de-l’Assomption

## Persönlichkeiten
- Jeanne Bertrand (1880–1957), französische Fotografin und Bildhauerin, geboren in Agnières-en-Dévoluy